# Liste der Querungen über Rhein und Mosel in Koblenz
Die Liste der Querungen über Rhein und Mosel in Koblenz nennt Flussquerungen in Koblenz, die seit der römischen Stadtgründung Rhein und Mosel überspannen. Einige Flussquerungen sind seitdem wieder zerstört bzw. aufgegeben worden (kursiv markiert). Heute überqueren im Stadtgebiet von Koblenz vier Brücken, eine Fähre und eine Seilbahn den Rhein sowie sechs Brücken und zwei Fähren die Mosel. In Flussrichtung sind dies:
| Name                              | Strecke                                                    | Stadtteile                                 | Baujahr                                            | Bemerkungen                                          | Bild  |
| Rhein                             | Rhein                                                      | Rhein                                      | Rhein                                              | Rhein                                                | Rhein |
| --------------------------------- | ---------------------------------------------------------- | ------------------------------------------ | -------------------------------------------------- | ---------------------------------------------------- | ----- |
| Trajekt Stolzenfels–Oberlahnstein | Verbindung linker mit rechter Rheinstrecke                 | Stolzenfels – Oberlahnstein                | 1862, aufgegeben 1864                              | Eisenbahnfähre                                       |       |
| Rheinfähre Stolzenfels–Lahnstein  | Personenfähre                                              | Stolzenfels – Ober-/Niederlahnstein        | ?, aufgegeben Herbst 2010                          |                                                      |       |
| Südbrücke                         | Buslinien                                                  | Oberwerth – Horchheim                      | 1969–1975                                          | Balkenbrücke                                         |       |
| Horchheimer Eisenbahnbrücke       | Verbindung linker mit rechter Rheinstrecke Radweg – Fußweg | Oberwerth – Horchheim                      | 1876–1878 1961                                     | Eisenbahnbrücke Umbau                                |       |
| Pfaffendorfer Brücke              | Buslinien Radweg – Fußweg                                  | Altstadt / Südliche Vorstadt – Pfaffendorf | 1862–1864 1932–1934 1950–1953                      | Eisenbahnbrücke Umbau zur Straßenbrücke Wiederaufbau |       |
| Römische Rheinbrücke              | Fußweg – Pferdewagen                                       | Confluentes – Ehrenbreitstein              | ca. 49 n. Chr., zerstört im 3. Jahrhundert (?)     | Pfahljochbrücke                                      |       |
| Fliegende Brücke                  | Fußweg                                                     | Altstadt – Ehrenbreitstein                 | 1680, aufgegeben 1819                              | Gierseilfähre                                        |       |
| Schiffbrücke                      | Fußweg – Pferdewagen                                       | Altstadt – Ehrenbreitstein                 | 1819, zerstört 1945                                | Pontonbrücke                                         |       |
| Rheinfähre Koblenz                | Personenfähre                                              | Altstadt – Ehrenbreitstein                 | 1953                                               | Fährschiff „Schängel“                                |       |
| Seilbahn Koblenz                  | Fußweg                                                     | Altstadt – Ehrenbreitstein                 | 2009–2010                                          | 3S-Bahn, weltweit größte Leistungsfähigkeit          |       |
| Bendorfer Brücke                  | Buslinien Radweg – Fußweg                                  | Kesselheim – Niederwerth – Bendorf         | 1962–1965                                          | Balkenbrücke                                         |       |
| Mosel                             |                                                            |                                            |                                                    |                                                      |       |
| Moselfähre Koblenz-Lay            | Auto- und Personenfähre                                    | Lay – Güls                                 | 1320–2017                                          | Fährschiff „Lay“                                     |       |
| Gülser Eisenbahnbrücke            | Moselstrecke Radweg – Fußweg                               | Güls – Moselweiß                           | 1877–1878                                          | Eisenbahnbrücke                                      |       |
| Kurt-Schumacher-Brücke            | K 6 (Verbindung mit ) Buslinien Radweg – Fußweg            | Metternich – Moselweiß                     | 1987–1990                                          | Balkenbrücke                                         |       |
| Staustufe Koblenz                 | Radweg – Fußweg                                            | Lützel – Rauental                          | 1941, 1948–1951                                    | Schleuse mit Fußgängersteg                           |       |
| Europabrücke                      | Buslinien Radweg – Fußweg                                  | Lützel – Rauental                          | 1932–1934 1952–1954 1972–1974                      | Balkenbrücke Wiederaufbau Verbreiterung              |       |
| Moseleisenbahnbrücke              | Linke Rheinstrecke                                         | Lützel – Rauental                          | 1857–1858 1974–1975                                | Eisenbahnbrücke Umbau                                |       |
| Balduinbrücke                     | Straße Buslinien Radweg – Fußweg                           | Lützel – Altstadt                          | 1342–1427 1975                                     | Steinerne Bogenbrücke Restauration                   |       |
| Römische Moselbrücke              | Römische Rheintalstraße Fußweg – Pferdewagen               | Lützel – Confluentes                       | ca. 3. Jahrhundert, zerstört im 5. Jahrhundert (?) | Pfahljochbrücke                                      |       |
| Moselfähre am Deutschen Eck       | Personenfähre                                              | Lützel – Altstadt                          | 1949                                               | Fährschiff „Liesel“                                  |       |
|                                   |                                                            |                                            |                                                    |                                                      |       |